# Zespół Aicardiego-Goutièresa
Zespół Aicardiego-Goutièresa, AGS (od ang. Aicardi-Goutières syndrome) – rzadki zespół wad wrodzonych, w którym najważniejszym zaburzeniami są: wcześnie pojawiająca się w rozwoju encefalopatia (zwykle skutkująca niedorozwojem umysłowym i fizycznym), zwapnienia śródczaszkowe oraz podwyższona ilość limfocytów w płynie mózgowo-rdzeniowym. Pierwsze objawy mogą pojawiać się w pierwszych dniach życia (poważniejsze objawy później, zwykle przed 3–7 miesiącem, zawsze przed 12 miesiącem) po stosunkowo krótkim okresie normalnego rozwoju. Uważa się obecnie, że zespół pseudo-TORCH i encefalopatia Kri są jedynie odmianami AGS (w pierwszym wypadku jest to odmiana kliniczna, w drugim alleliczna). Do roku 2002 opisano 80 przypadków choroby, choć było ich prawdopodobnie więcej.

## Historia
Choroba została opisana po raz pierwszy przez francuskich neurologów dziecięcych Jeana Aicardiego i François Goutièresa w 1984 roku w artykule A progressive familial encephalopathy in infancy, with calcifications of the basal ganglia, and chronic cerebrospinal fluid lymphocytosis opublikowanym w Annals of Neurology, bazowali oni na ośmiu przypadkach rodzinnego występowania zburzeń. Kolejna większa praca francuskich neurologów, opublikowana w 1986 roku i obejmująca dziewięć przypadków AGS, przyczyniła się do lepszego poznania choroby. W roku 2003 potwierdzono przynależność występującej wśród Indian Ameryki Północnej encefalopatii Kri do AGS jako jej odmiany allelicznej. W latach 2006 i 2007 pojawiła się seria artykułów potwierdzających wcześniejsze tezy o przynależności znacznej większości (lub nawet wszystkich) przypadków zespołu pseudo-TORCH do AGS.

## Genetyka
Zespół Aicardiego-Goutièresa jest rzadką chorobą i choć nieznane są szczegółowe wyliczenia, to ekstrapolacja badań francuskich daje wartość 1–1,5 przypadków na 100 000 żywych urodzeń. Choroba jest dziedziczona autosomalnie recesywnie. Pojawiły się jednak sugestie, że mała część przypadków jest dziedziczona autosomalnie dominująco. W małym odsetku stwierdza się również rozwój AGS w wyniku mutacji de novo. Za chorobą odpowiadają mutacje w kilku genach, w czterech przypadkach (odpowiadających za ok. 83% przypadków choroby) gen został już odkryty. Z tego powodu wyróżnia się 4 genetyczne odmiany AGS:
- typ 1, mutacja w genie TREX1, OMIM[8] (5 znanych typów mutacji w AGS); gen znajduje się na chromosomie 3 (3p21.3-p21.2) i koduje 3'-egzonukleazę 1; podtypem allelicznym jest tu encefalopatia Kri, gdzie występuje mutacja c.490C>T w genie TREX1
- typ 2, mutacja w genie RNASEH2B, OMIM[9] (2 znane typy mutacji w AGS); gen znajduje się na chromosomie 13 (13q14.1) i odpowiada za kodowanie podjednostki B rybonukleazy H2
- typ 3, mutacja w genie RNASEH2C, OMIM[10] (2 znane typy mutacji w AGS); gen znajduje się na chromosomie 11 (11q13.2) i odpowiada za kodowanie podjednostki C rybonukleazy H2
- typ 4, mutacja w genie RNASEH2A, OMIM[11] (jeden znany typ mutacji w AGS); gen znajduje się na chromosomie 19 (19p13.13) i odpowiada za kodowanie podjednostki A rybonukleazy H2.

Częstość poszczególnych typów AGS:
- typ 1: 25% (w starszych pracach często podawano 40–50%, gdyż początkowo mutacje w TREX1 były jedynymi znanymi powodującymi AGS)
- typ 2: 40%
- typ 3: 14%
- typ 4: 4%

Mutacje w tych 4 typach choroby są obecnie wykrywane za pomocą testów. Wykrywalność mutacji w danym genie wynosi w tych testach ponad 95%, wyjątkiem jest AGS2 (wykrywalność ponad 90%).
Niektórzy badacze wyróżniają również typ 5 choroby, który obejmuje przypadki dziedziczenia autosomalnego dominującego (taki typ wyróżnia m.in. OMIM). Poznano do tej pory jeden typ mutacji – w genie TREX1.
Wspomniane wyżej geny odpowiadają za zdolność komórek (w tym wypadku układu nerwowego chorych z AGS) do napraw DNA. Ich dysfunkcja powoduje stopniową kumulację błędów w aparacie genetycznym. Coraz częściej sugeruje się główna rolę podwyższonego poziomu interferonu-α w patogenezie AGS.
Od roku 2006 toczy się również dyskusja, czy familial chilblain lupus (FCL, CHBL, OMIM #610448) jest odmianą alleliczną AGS (wewnątrz typu 5 lub 1 choroby), czy odrębną jednostką chorobową. Choroba ta jest fenotypowo odmianą tocznia układowego; jest za nią odpowiedzialna dziedziczona autosomalnie dominująco mutacja w genie TREX1; objawy jej ograniczone są do skóry.
Osoby cierpiące na AGS mają również zwiększoną podatność na tocznia układowego trzewnego (w przebadanej grupie chorych z SLE wykryto ponad 2% osób z mutacjami w obrębie TREX1).

## Objawy
Objawy zespołu Aicardiego-Goutièresa są dość charakterystyczne dla zespołu TORCH, a podstawową różnicą jest brak czynnika zakaźnego w AGS. Ogólnie mówiąc najpoważniejsze objawy dotyczą układu nerwowego, a w szczególności mózgowia. Nie wszystkie wymienione poniżej objawy muszą pojawiać się u wszystkich chorych, na co wpływ w znacznym stopniu ma typ mutacji oraz zmutowany gen (patrz).
- zaburzenia neurologiczne i dotyczące mózgowia:
  - spowolniony wzrost głowy skutkujący małogłowiem (większość chorych rodzi się z prawidłowym lub tylko nieznacznie obniżonym obwodem głowy), do pierwszego roku życia obwód głowy spadać może do 7 SD poniżej średniej
  - leukodystrofia występująca u 75–100% chorych; ogniska hipodensji szczególnie dobrze uwidacznia obrazowanie metodą rezonansu magnetycznego w projekcji T2 (dość typowe są one w okolicach rogów przednich komór mózgu)
  - zwapnienia w obrębie mózgowia, w szczególności w obrębie jąder podstawnych. Zwapnienia te zwykle nie narastają lub w większości przypadków nie narastają szybko, poza pierwszymi momentami choroby, czasem w pierwszych badaniach nie wykrywa się zwapnień; nasilenie jest różne nawet wśród rodzeństwa z AGS. Intensywność zwapnień zwykle nie koreluje z ciężkością zaburzeń neurologicznych; znane są również przypadki zespół Aicardiego-Goutièresa bez zwapnień śródczaszkowych. Występują one zarówno jako zwapnienia punktowe, jak i zwapnienia wokół niewielkich naczyń mózgowych wraz z towarzyszącą im mikroangiopatią. Zwapnienia dotyczą typowo:
    - skorupy
    - gałki bladej
    - wzgórza
    - jądra zębatego (nieco rzadziej)
    - często również istoty białej, w szczególności sąsiadującej z komorami

  - powiększony układ komorowy, postępujące (zwykle) wodogłowie
  - atrofia lub hipotrofia móżdżku
  - niedorozwój ciała modzelowatego
  - liczne zmiany w zakresie istoty białej zarówno w postaci wspomnianych wcześniej zwapnień jak i (w cięższych przypadkach) powstawania struktur torbielopodobnych (szczególnie w obrębie płata czołowego i skroniowego)
  - nieadekwatnie podwyższona odpowiedź na bodźce (45% pacjentów)
  - stopniowa utrata odruchów i zdolności motorycznych i społecznych lub znaczne spowolnienie rozwoju w tym zakresie
  - napady padaczkowe toniczno-kloniczne lub kloniczne częściowe (20-50% chorych); są one zwykle słabo nasilone
  - przewlekła leukocytoza (w szczególności limfocytoza) CSF
  - postępujący wzrost stężenia interferonu-α w CSF, poziom ten po pewnym czasie obniża się jednak 2/3 pacjentów wykazuje jego wartości wyższe od normy przynajmniej do 5 roku życia, dość typowe dla AGS jest występowanie indukowanych INF-α wtrętów tubuloretikularnych w obrębie skóry, mięśni i w limfocytach
  - postępujący wzrost stężenia neopteryny w CSF
  - trudności w nawiązaniu kontaktu wzrokowego oraz niemożliwość skupienia wzroku na jednym punkcie przez dłuższy czas (objawy te zwykle pojawiają się w 3 miesiącu życia)
  - patologiczne ruchy gałek ocznych – drżenia, nieznacznie nasilony oczopląs
  - hipotonia (szczególnie dotycząca tułowia)
  - spastyczość kończyn
  - dystonia
  - czasem ciężkie krwotoki mózgowe prowadzące do śmierci
- napadowa gorączka nieprzekraczająca 38,5 °C (35% pacjentów)
- hepatosplenomegalia
- podwyższone poziomy enzymów wątrobowych (niekoniecznie współistniejące z hepatomegalią), szczególnie między 1 a 2 rokiem życia
- wrodzona jaskra
- objawy skórne:
  - akrocyjanoza
  - obecność wykwitów skórnych typowych dla odmrozin (opuchlizna, zaczerwienienie, świąd) w obrębie palców rąk i nóg oraz uszu (40% chorych)
- wymioty, refluks żołądkowo-przełykowy
- problemy z karmieniem (35% pacjentów)
- niewielkie obrzęki w zakresie rąk i stóp (część autorów twierdzi iż objaw ten jest bardzo rzadki i niezwiązany z AGS)
- obniżona temperatura stóp (objaw rzadki).

### Kryteria wykluczające
Pewne objawy i badania pozwalają wykluczyć (z niemal 100% pewnością) zespół Aicardiego-Goutièresa – są to:
- występowanie u chorego znanej choroby metabolicznej lub neurodegeneracyjnej (zobacz też sekcję Różnicowanie)
- wystąpienie w okresie ciąży infekcji, w szczególności zaś infekcji z grupy objętej akronimem TORCH.

### Badania mikroskopowe
W badaniu mikroskopowym tkanek mózgowia stwierdza się:
- mikroangiopatię ze zwapnieniami zarówno wewnątrz medii i przydanki małych naczyń, jak i zwapnieniami okołonaczyniowymi; najczęściej zmiany patologiczne dotyczą arterioli
- rozsianą umiarkowaną demielinizację
- astrocytozę
- objawy zapalenia w obrębie struktur objętych martwicą oraz opon miękkiej i pajęczynówki
- obecność klinowatych mikrozawałów w tkance mózgowej, wywołanych prawdopodobnie zmniejszoną elastycznością zwapniałych naczyń.

## Różnicowanie
- zespół TORCH
- zespół pseudo-TORCH (z wcześniej wspomnianymi uwagami dotyczącymi klasyfikacji obu chorób)
- zespół Høyeraala-Hreidarssona (zobacz uwagi dotyczące różnicowania obu chorób)

Rzadziej spotykane problemy z diagnostyką różnicową dotyczą następujących chorób:
- rodzinna limfohistiocytoza hemofagocytarna
- zespół Cockayne’a
- leukodystrofia sudanofilna
- zanik oliwkowo-mostowo-móżdżkowy typu 2 (typ Ficklera-Winklera)
- noworodkowa postać tocznia rumieniowatego układowego
- niektóre choroby mitochondrialne, w szczególności zespół Leigha
- kwasica 3-hydroksyizomaślanowa
- mikroangiopatia móżdżkowo-siatkówkowa ze zwapnieniami i torbielami.

## Rozpoznanie
Oprócz podstawowych badań klinicznych oraz badań neurologicznych w rozpoznaniu choroby cenne są badania:
- tomografia komputerowa (obrazowanie struktur wewnątrzczaszkowych)
- obrazowanie metodą rezonansu magnetycznego (obrazowanie struktur wewnątrzczaszkowych, badanie stopnia leukodystrofii)
- ultrasonografia przezciemiączkowa
- MRS, które to badanie to pozwala:
  - wykryć obniżony iloraz poziomu kwasu N-acetyloasparaginowego do poziomu kreatyniny
  - wykryć obniżony iloraz poziomu mioinozytolu do poziomu kreatyniny
  - wykryć przetrwałą mózgową zasadowicę mleczanową[15]
- badania poziomu interferonu-α, który u chorych przekracza normę w CSF wynoszącą 2 IU/ml (jego podwyższony ponad normę poziom można wykryć we krwi już u 26-tygodniowego płodu; poziom we krwi jest zwykle niższy niż w CSF)
- badania poziomu neopteryny w CSF (jej poziom początkowo rośnie, później się normalizuje)
- badanie limfocytozy w CSF (u chorych liczba limfocytów waha się w zakresie 5–100/mm³, poziomy glukozy i białka są w normie, limfocytoza utrzymuje się na podwyższonym poziomie u 25% pacjentów którzy ukończyli drugi rok życia, później jej częstość występowania spada wolniej), bariera krew-mózg wykazuje tylko nieznaczne odchylenia od normy
- badanie potencjałów wywołanych pnia mózgu, często wykazujących przedłużenie interwału I-V
- testy genetyczne dostępne dla czterech poznanych genów, których mutacje wywołują AGS.

## Rokowanie i leczenie
Większość pacjentów z AGS wykazuje progresję zmian chorobowych. Występuje różnego stopnia upośledzenie umysłowe. 25% pacjentów umiera w okresie kilku pierwszych lat życia, a 30% między 1 a 17 rokiem życia (choć źródła podają 25% śmiertelność po osiągnięciu przez chorych od 1 roku życia do 17 lat). Badania grupy G. Rice’a opublikowane w 2007 roku różnicują śmiertelność w zależności od genetycznego typu choroby: typ 1, 3 i 4 charakteryzuje śmiertelność 34,3%, zaś na typ 2 przypada 8%. Sporadycznie objawy mogą ulec nieznacznej regresji. Nie ma leczenia przyczynowego w zespole Aicardiego-Gutiresa – można jedynie leczyć niektóre jego objawy.
Leczenie i kontrola:
- leki przeciwbólowe
- leki przeciwpadaczkowe
- karnityna (wykazano, że w kilku przypadkach miała ona korzystny wpływ na zmniejszanie zmian atroficznych oraz poprawę widzenia przy częściowej ślepocie korowej), leczenie ewentualnej amblyopii
- problemy z karmieniem – płynna, kaloryczna dieta podawana przynajmniej w pierwszym okresie życia przez sondę, unikanie odwodnienia
- leki przeciwymiotne
- w sytuacjach nasilonego refluksu należy rozważyć fundoplikację sposobem Nissena
- przeciwdziałanie powikłaniom płucnym wynikającym głównie z aspiracji pokarmu
- fizjoterapia klatki piersiowej
- badania okulistyczne (szczególnie w pierwszych miesiącach życia) mające na celu wykrycie i ewentualną kontrolę jaskry
- zmiany skórne: przekrwienia można leczyć lekami przeciwhistaminowymi i unikaniem niskich temperatur (z kolei próby leczenia wazodylatacyjnego uszkodzeń skóry są nieskuteczne)
- przeciwdziałanie skoliozie częstej u starszych dzieci z AGS (szczególnie w AGS 2)
- fizjoterapia (ze szczególnym uwzględnieniem kończyn) – przeciwdziałanie powikłaniom spastyczności (bólowi, deformacjom, zanikom kostnym i mięśniowym, zmian stawowych); dziecko powinno być pod stałą opieką fizjoterapeuty
- kontrola poziomu cukru i hormonów tarczycy (cukrzyca typu 1 i niedoczynność tarczycy to możliwe późne powikłania AGS)
- unikanie stresu – wykazano zwiększoną progresję choroby u dzieci zestresowanych (w tym u dzieci u których ból nie był kontrolowany lekami przeciwbólowymi)
- unikanie głębokiej sedacji w wypadku koniecznych zabiegów chirurgicznych (wykazano, że może ona przyspieszyć progresję choroby)
- przeciwdziałanie zaparciom, typowym wśród starszych dzieci z AGS.

Rozważana jest również terapia komórkami macierzystymi, które mają być wszczepiane w obręb tkanki mózgowej pacjentów. Jest to jednak obecnie technika eksperymentalna i nie była dotąd stosowana u pacjentów.